# Municipio de Maryville
El municipio de Maryville (en inglés: Maryville Township) es un municipio ubicado en el condado de Rolette en el estado estadounidense de Dakota del Norte. En el año 2010 tenía una población de 37 habitantes y una densidad poblacional de 0,4 personas por km².

## Geografía
El municipio de Maryville se encuentra ubicado en las coordenadas 48°45′17″N 99°42′44″O / 48.75472, -99.71222. Según la Oficina del Censo de los Estados Unidos, el municipio tiene una superficie total de 93.3 km², de la cual 92,55 km² corresponden a tierra firme y (0,8 %) 0,75 km² es agua.

## Demografía
Según el censo de 2010, había 37 personas residiendo en el municipio de Maryville. La densidad de población era de 0,4 hab./km². De los 37 habitantes, el municipio de Maryville estaba compuesto por el 51,35 % blancos, el 29,73 % eran amerindios y el 18,92 % eran de una mezcla de razas. Del total de la población el 0 % eran hispanos o latinos de cualquier raza.